# Rio Călugăreasa (Băiaşu)
O Rio Călugăreasa é um rio da Romênia, afluente do Băiaşu, localizado no distrito de Vâlcea.